# Statoréacteur
Pour des articles plus généraux, voir Propulsion des aéronefs et Moteur à réaction.
Le statoréacteur est un système de propulsion par réaction des aéronefs, dont la poussée est produite par éjection de gaz issus de la combustion d'un carburant, généralement le kérosène. Il n'est constitué que d'un tube et ne comporte aucune pièce mobile, ce qui explique le terme « stato » pour statique.
Conceptualisé par René Lorin en 1913, il est mécaniquement le plus simple des propulseurs, n'ayant aucune pièce mobile. Le Leduc 010 devient, lors d’un vol d’essai en 1949, le premier avion propulsé par un statoréacteur. Le premier missile opérationnel, le SNCASE SE-4200, s'élance en 1955. L'industrie aéronautique française s'est particulièrement illustrée en établissant un grand nombre de « premières » dans le domaine des statoréacteurs.
Bien qu'entre Mach 3 et Mach 5, le statoréacteur soit le type de moteur à réaction le plus efficace, son impossibilité d'assurer la propulsion à vitesse nulle le contraint à céder sa place aux turboréacteurs dans beaucoup d'applications. Par la suite, des statoréacteurs à combustion supersonique, ou superstatoréacteurs, ont été développés pour dépasser les vitesses maximales admissibles du statoréacteur, comprises entre Mach 5 et 6.

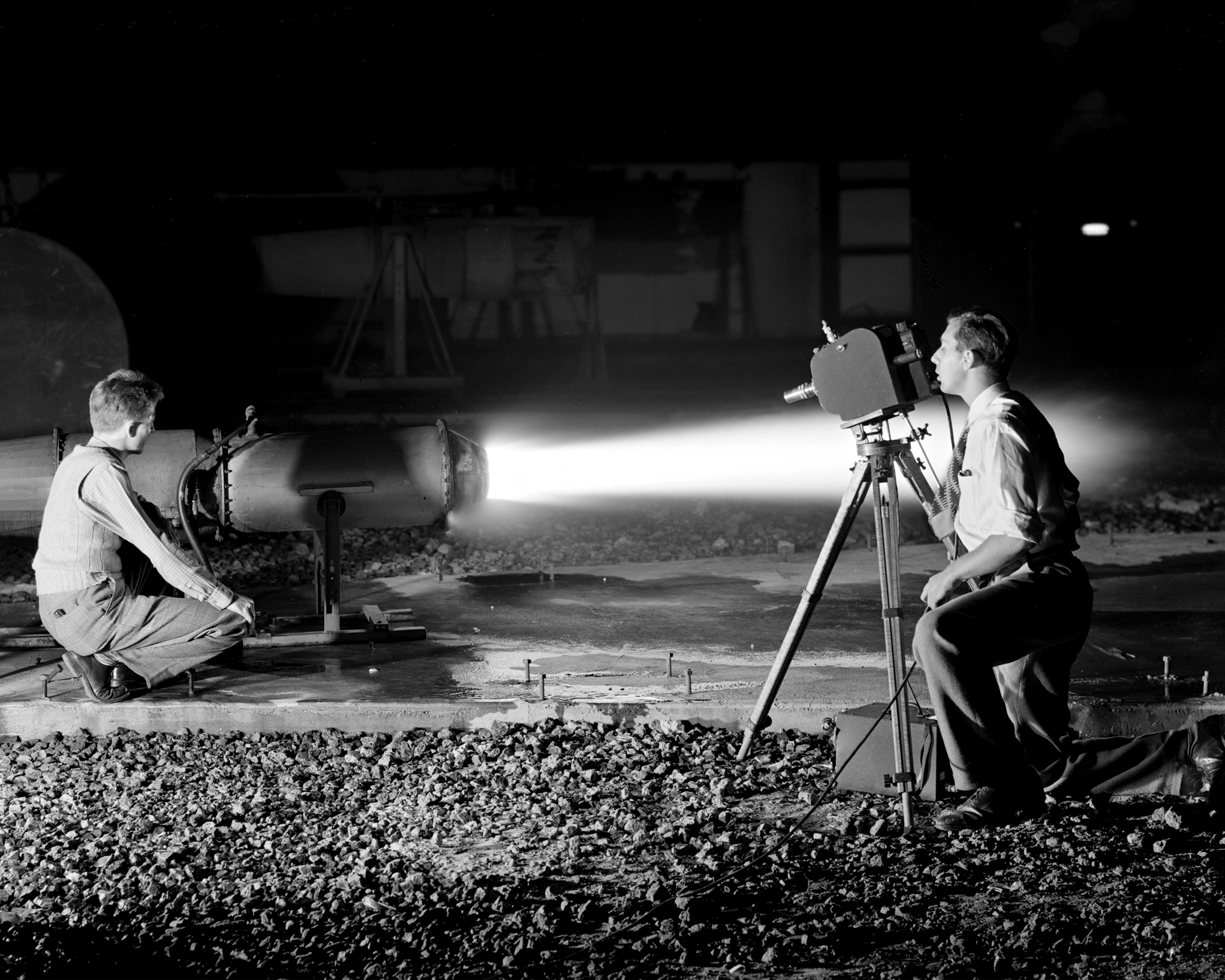
Essai dans un laboratoire de la NASA d'un statoréacteur en poussée maximale.

## Histoire

### Les pionniers

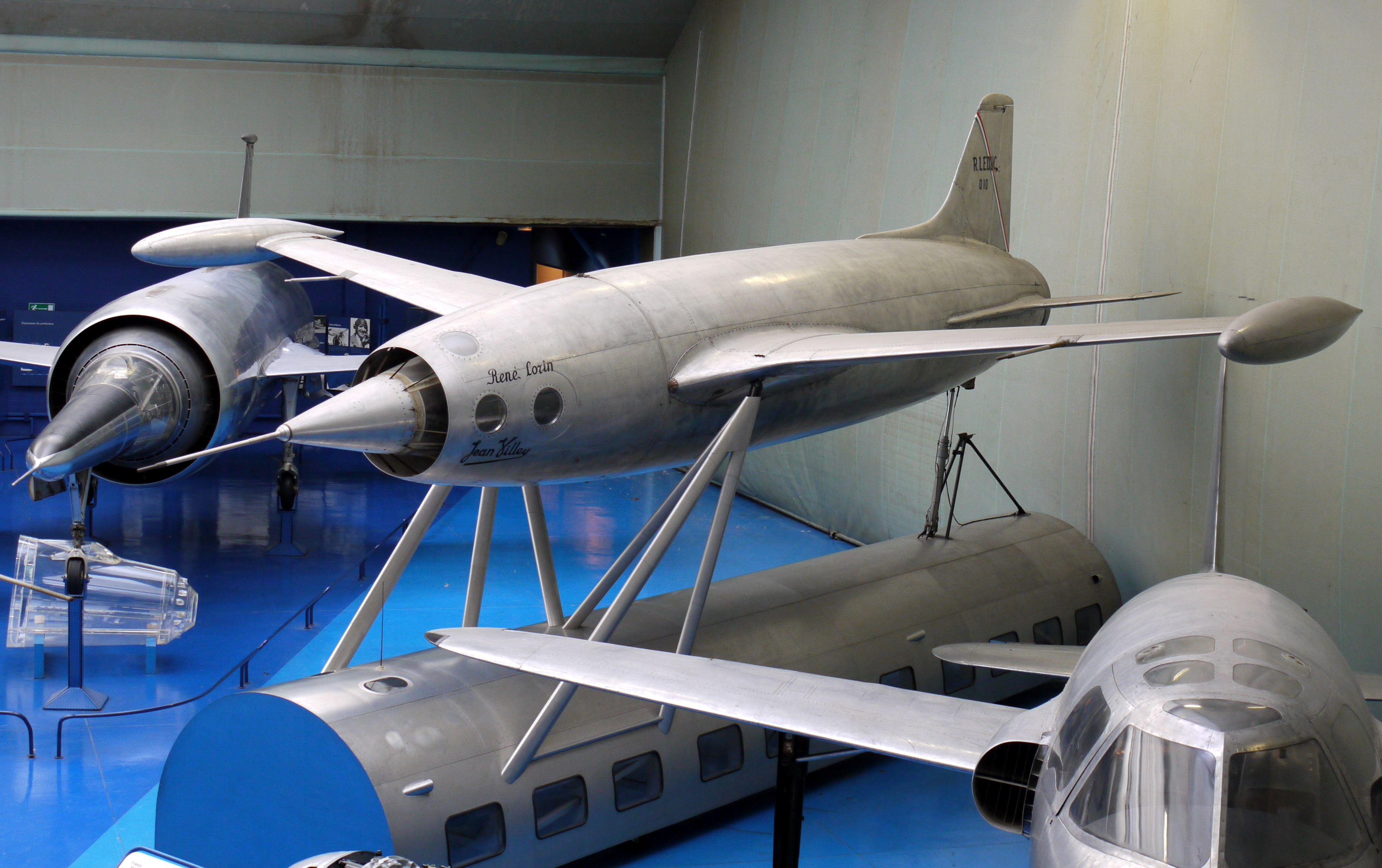
Le Leduc 010, avion français expérimental à statoréacteur, exposé au Musée de l'air et de l'espace.

Les origines du statoréacteur débutent avec celles de l'aviation, dans les années 1900 :
- En 1907, le français René Lorin publie dans la revue « l'Aérophile », un article décrivant le principe d'un moteur à réaction sans hélice ni pièces en mouvement[1]. Lorin ne peut cependant mettre en œuvre son invention par manque de moyens lui permettant de propulser son statoréacteur à une vitesse suffisamment élevée pour permettre son « démarrage ». L'idée est alors oubliée de tous pendant près de deux décennies ;
- En 1927, les Américains réalisent les premières expérimentations pour le NACA à Langley, en Virginie ;
- En 1929, B. S. Stetchkine découvre le principe du statoréacteur en URSS ;
- Au début des années 1930 René Leduc, s'y intéresse[2], et en 1933, il dépose un brevet d'invention pour sa tuyère thermopropulsive[3]. Ce n'est qu'après avoir déposé ce brevet que Leduc prit connaissance des travaux de Lorin. Il tenta d'ailleurs de prendre contact avec lui, mais apprit qu'il était décédé depuis quelques mois[4]. Les militaires étant très intéressés, Leduc signe les premiers contrats d'étude avec le ministère français en 1934.

Dès 1935, à la suite d'essais concluants, René Leduc réalise les premières ébauches d'un avion expérimental, dénommé par la suite Leduc 010, propulsé par un statoréacteur. Financé par le ministère de l'air, le moteur, de 1 500 mm de diamètre, soit le plus imposant des statoréacteurs réalisés jusqu'alors, est officiellement présenté en juin 1936,.
En 1936, une première théorie détaillée du statoréacteur est ensuite publiée par Jean Villey, un collaborateur de René Leduc.

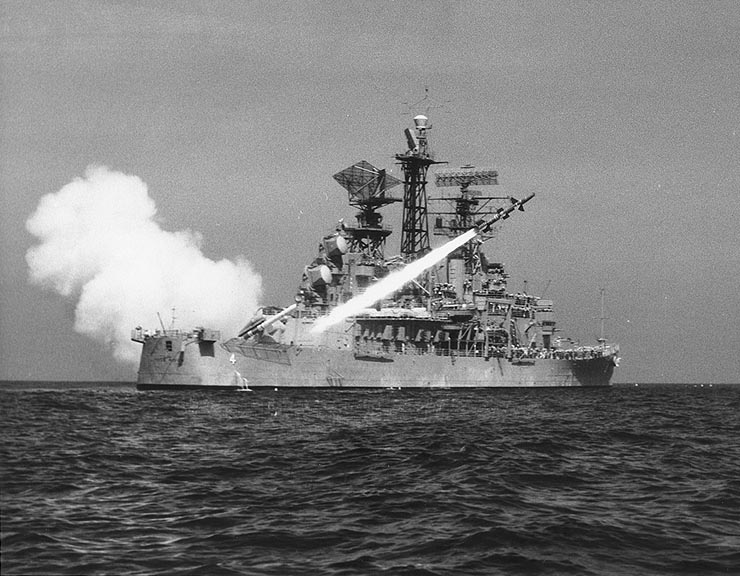
Tir de missile RIM-8 Talos depuis le croiseur USS Little Rock (CG-4).

La Seconde Guerre mondiale éclate en 1939 et suspend le projet. Les premiers vols d'essais ne sont réalisés qu'entre 1947 et 1949 mais présagent le meilleur pour la suite, puisque certaines caractéristiques du Leduc 010 étaient « exceptionnelles », tout particulièrement sa vitesse ascensionnelle maximale de 20 m/s à 10 000 m, soit le double du North American F-86 Sabre contemporain.

### Développements expérimentaux à travers le monde
Alors que les travaux en France sont pratiquement réduits au point mort, — ils reprirent à la Libération, lentement en raison de difficultés d'approvisionnement — les statoréacteurs poursuivent leur progression aux États-Unis, en Allemagne et surtout en URSS. Le 5 mars 1939, une petite fusée VR-3 soviétique avec un statoréacteur construit par Igor Alexeievitch Merkoulov (ru) s'élance de la piste de décollage. Un mélange de magnésium et d'aluminium octroyait une poussée de 40 kg permettant à la fusée d'atteindre les 800 km/h.

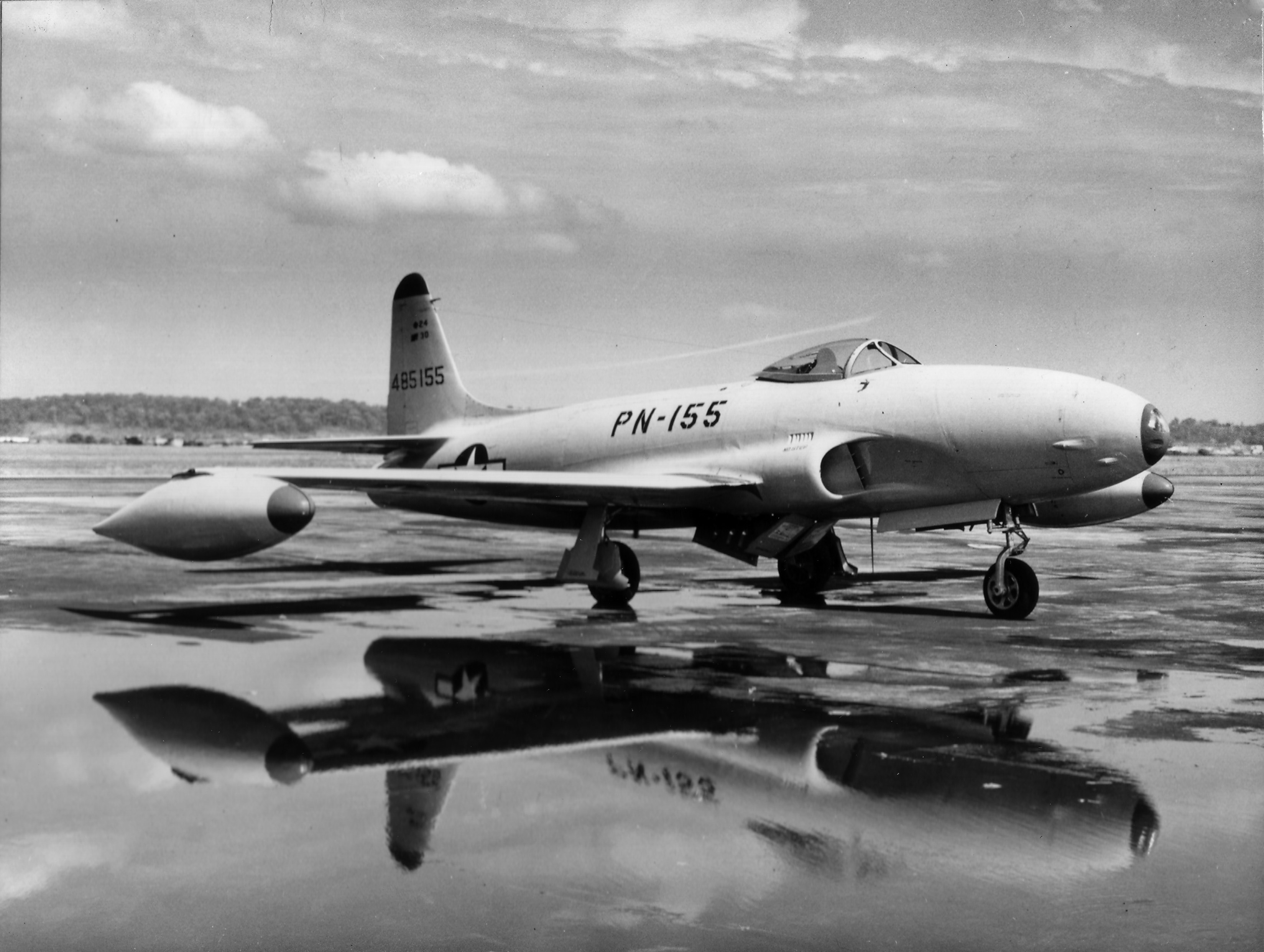
Le Lockheed P-80 Shooting Star s'équipe d'un statoréacteur comme propulseur d'appoint.

Les Américains, quant à eux, lancent en 1944 le « premier grand programme militaire », dénommé Bumblebee, ayant pour objet les statoréacteurs. Meurtri et traumatisé par les attaques kamikazes lancées par les japonais durant la guerre, le gouvernement américain désire produire des missiles anti-aériens et confie la direction du programme à l'Applied Physics Laboratory de la prestigieuse Université Johns-Hopkins. L'université réalise de nombreux essais concluants, notamment le Cobra de 200 mm qui atteint 2 250 km/h à 6 000 m d'altitude, qui conduiront à la naissance du RIM-8 Talos, premier missile surface-air longue portée embarqué sur certains navires de la US Navy, en 1958.
Alors que durant cette période de guerre, les statoréacteurs trouvent une application dans la propulsion des missiles, le constructeur américain Lockheed s'y intéresse comme propulseur d'appoint pour avions. Le statoréacteur souffre en effet d'un défaut majeur, celui de ne pouvoir décoller seul. Un appareil à statoréacteur doit nécessairement soit être équipé d'un autre système de propulsion supplémentaire, soit largué d'un appareil porteur soit encore catapulté d'un chariot spécial. Les années 1950 sont donc marquées par des appareils à combiné turbo-statoréacteur ou, plus rare, stato-fusée.
En 1947, les statoréacteurs Marquardt C-30 sont montés sur le chasseur à réaction Lockheed P-80 A Shooting Star. Les Russes s'engagent également dans cette voie et mettent au point l'avion de chasse Lavochkin La-7S, entre juin et septembre 1946, propulsé par deux statoréacteurs Bondariouk PVRD-430 installés sous les ailes.

### Premiers modèles opérationnels

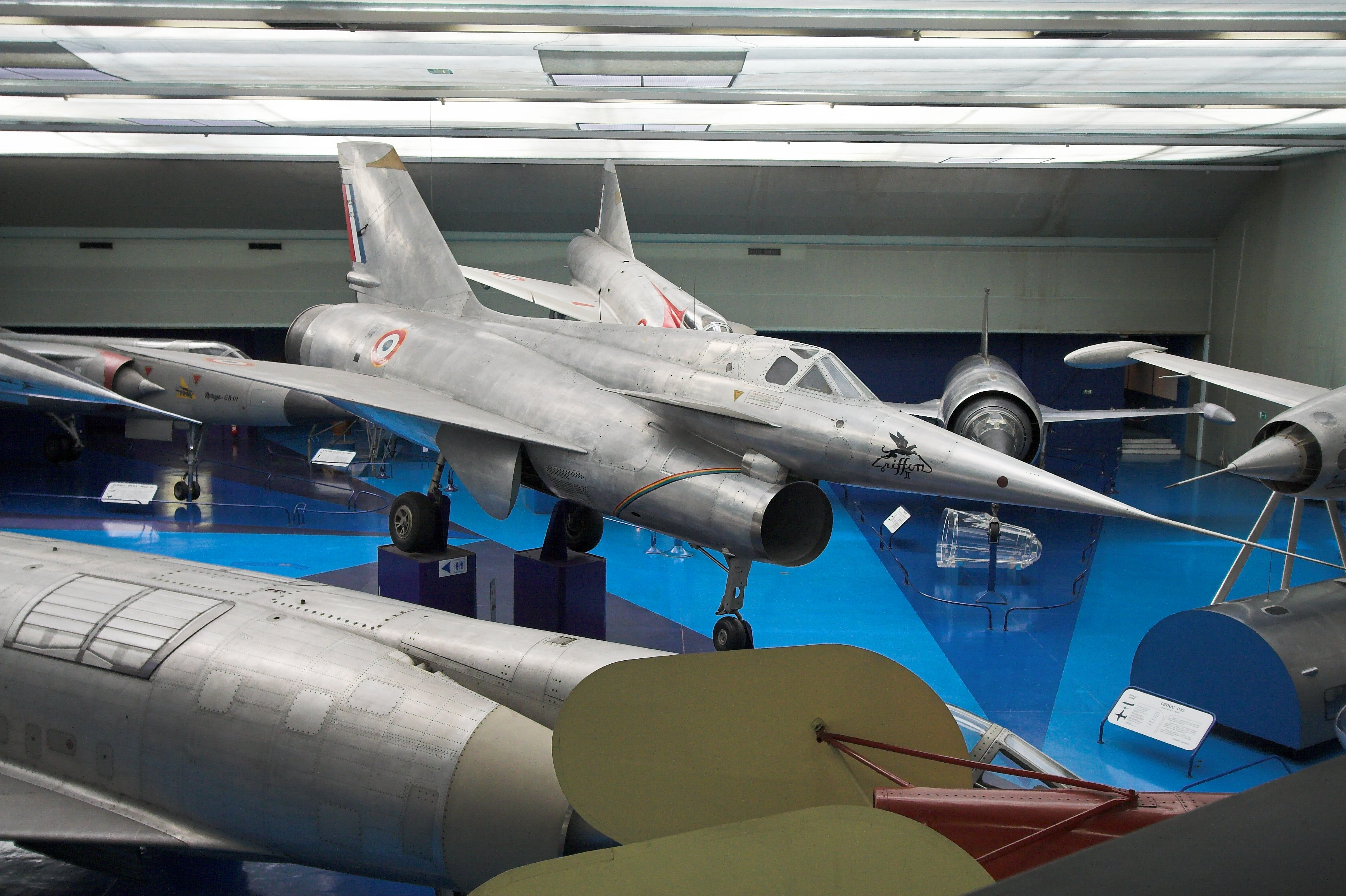
Le Nord 1500 Griffon II est propulsé par un turboréacteur et un statoréacteur.

Ces précédents modèles demeurent néanmoins des modèles expérimentaux et il faudra attendre la seconde moitié des années 1950 pour voir l'avènement de modèles opérationnels.
Bien que René Leduc soit l'un des pionniers ayant proposé un avion autonome, le Leduc 0.22 (en), grâce à une propulsion turboréacteur par Snecma Atar 101 D3 pour les phases de décollage et d'atterrissage et par statoréacteur pour le vol de croisière, le premier avion à s'élancer sans appareil porteur dans les airs est le Nord 1500 Griffon II du constructeur français Nord-Aviation.
Le fuselage-tonneau du Griffon, dont les lignes sont issues de son prédécesseur, le Nord 1402 Gerfaut, est presque entièrement occupé par le combiné turbo-statoréacteur placé coaxialement. Esthétiquement, le Griffon est très différent du Leduc 022, dernier né des Leduc. Le cockpit n'est pas intégré dans le prolongement du moteur mais s'installe au-dessus de l'entrée d'air tandis que la voilure en delta rompt avec les ailes en flèche du Leduc. L'avion dans sa forme définitive réalise son premier vol le 23 janvier 1957, piloté par Michel Chalard, à Istres, propulsé uniquement par le turboréacteur, puis le 6 avril 1957 avec le statoréacteur. Ses performances sont phénoménales pour l'époque. Il atteint Mach 1,85 et réalise une montée à une vitesse ascensionnelle de 150 m/s.
De son côté, la SNCAC commence le développement d'engins balistiques destinés à l'armée de l'air. Faisant cependant face à des problèmes économiques, l'entreprise cède ses activités à la SNCASE, société développant des missiles guidés, qui lance le programme d'un missile tactique dénommé SE-4200. La propulsion du missile en vol de croisière est assurée par « un statoréacteur équipé d'un diffuseur subsonique classique suivis d'une chambre de combustion à deux viroles sur lesquelles sont montés des dispositifs en forme de clochettes qui servaient d'accroche-flammes ». Le missile SE-4200 est mis en service dans l'armée de terre française dans les 701e et 702e Groupe d'Artillerie Guidée. Il devient, lors de son premier tir réussi le 9 juin 1955, le premier engin balistique à statoréacteur opérationnel.

### Records de vitesse

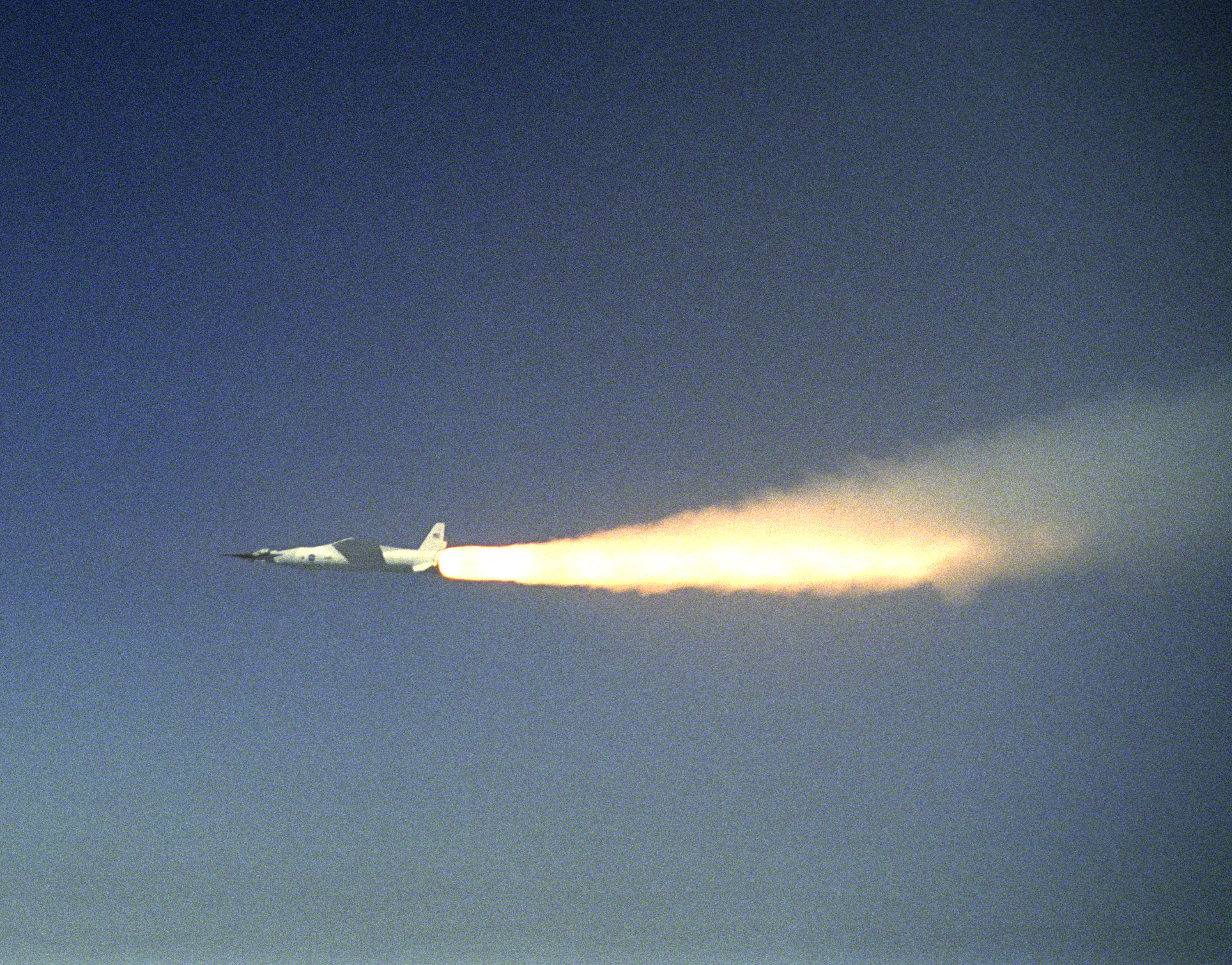
La fusée Pegasus propulse l'engin X-43A qui atteint Mach 10.

Les records de vitesse réalisés par les statoréacteurs n'ont cessé d'être améliorés au fil des années, mais les records de vitesse sont généralement obtenus par des missiles et non par des avions. Les premiers records clairement établis sont détenus par la France : le ST-450 est le premier en 1955 et atteint Mach 3, suivi par le SE-4400 qui parvient successivement à Mach 3,15 puis Mach 3,7.
En 1960, le Lockheed X-7 atteint Mach 4,31.

Un record est battu en 2001 par le superstatoréacteur australien HyShot avec une vitesse de Mach 7 pendant 5 secondes, puis en 2004 lorsque le X-43A, petit appareil sans pilote au profil plat et aux lignes effilées propulsé par un statoréacteur à combustion supersonique, dépasse brièvement Mach 10.

### Le futur: l'avion orbital
Les ingénieurs de la NASA, notamment, rêvent d'une navette spatiale capable de se satelliser depuis un aéroport et ce, sans utiliser d'étages consommables. Dénommées « Avion orbital » ou encore SSTO pour Single Stage To Orbit (satellisation à un seul étage), ces navettes se heurtent néanmoins depuis le commencement au problème de la propulsion.
La seule motorisation permettant à ce jour de propulser une navette dans l'espace demeure le moteur-fusée, capable de fonctionner sans atmosphère. Cependant, ce qui est un avantage est également un inconvénient, étant donné que ce moteur doit emporter d'énormes quantités de carburant et de comburant. Afin de réduire la quantité de comburant à emporter, il est toutefois possible d'utiliser des statoréacteurs pendant certaines phases du vol, puisqu'ils permettraient d'utiliser l'oxygène atmosphérique. Pour ce type d'opérations, un statoréacteur est préférable à un turboréacteur car il peut fonctionner à des vitesses beaucoup plus élevées[réf. nécessaire].

## Technique

### Principe

Schéma illustrant le principe de fonctionnement du statoréacteur.

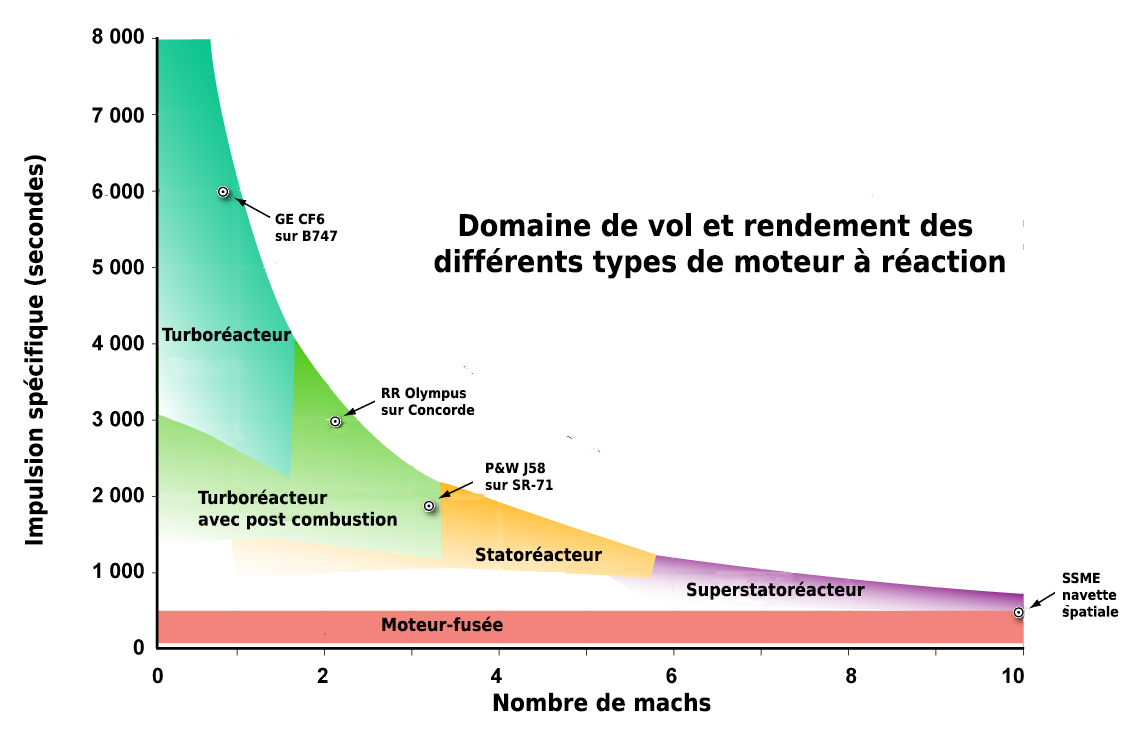
Domaine de vol (vitesse en Mach) et rendement (impulsion spécifique) des différents types de moteurs à réaction.

Le statoréacteur est une machine thermique et fonctionne comme telle, selon les principes de cycle thermodynamique qu'on retrouve dans tous les moteurs à réaction : compression, combustion (apport de chaleur), détente (transformation de la chaleur en travail propulsif). Il est constitué d'un « simple » tube ouvert aux deux extrémités, sans pièces mobiles. Mais si le concept est simple, la mise en œuvre est complexe, pour assurer l'efficacité du moteur et même la possibilité qu'il fonctionne.
L'entrée du tube, dite entrée d'air ou diffuseur, assure la compression adiabatique de l'air admis. L'air est également ralenti et échauffé (Cf. l'extension du théorème de Bernoulli à un fluide compressible). Le fluide à l'intérieur du moteur est à vitesse subsonique dans les statoréacteurs que l'on considère ici (pour les statoréacteurs avec chambre de combustion supersonique, voir la section sur les superstatoréacteurs).
La zone suivante est la chambre de combustion. Cette zone est dotée en général de plusieurs couronnes d'injecteurs qui pulvérisent le carburant et entretiennent la flamme. La forme de cette chambre et la disposition des injecteurs, et des dispositifs appelés « accroche flammes », doivent assurer la stabilité de la flamme et la qualité de la combustion, tout en assurant des conditions de pression qui permettent toujours l'admission de l'air. Elle est la partie la plus complexe à mettre au point. Le résultat de la combustion est la production de gaz chauds et sous pression en grande quantité.
La zone finale est la tuyère, où les gaz accélèrent en se détendant (détente adiabatique), ce qui produit la poussée par transformation de l'énergie thermique en énergie cinétique.

### Avantages et contraintes de fonctionnement

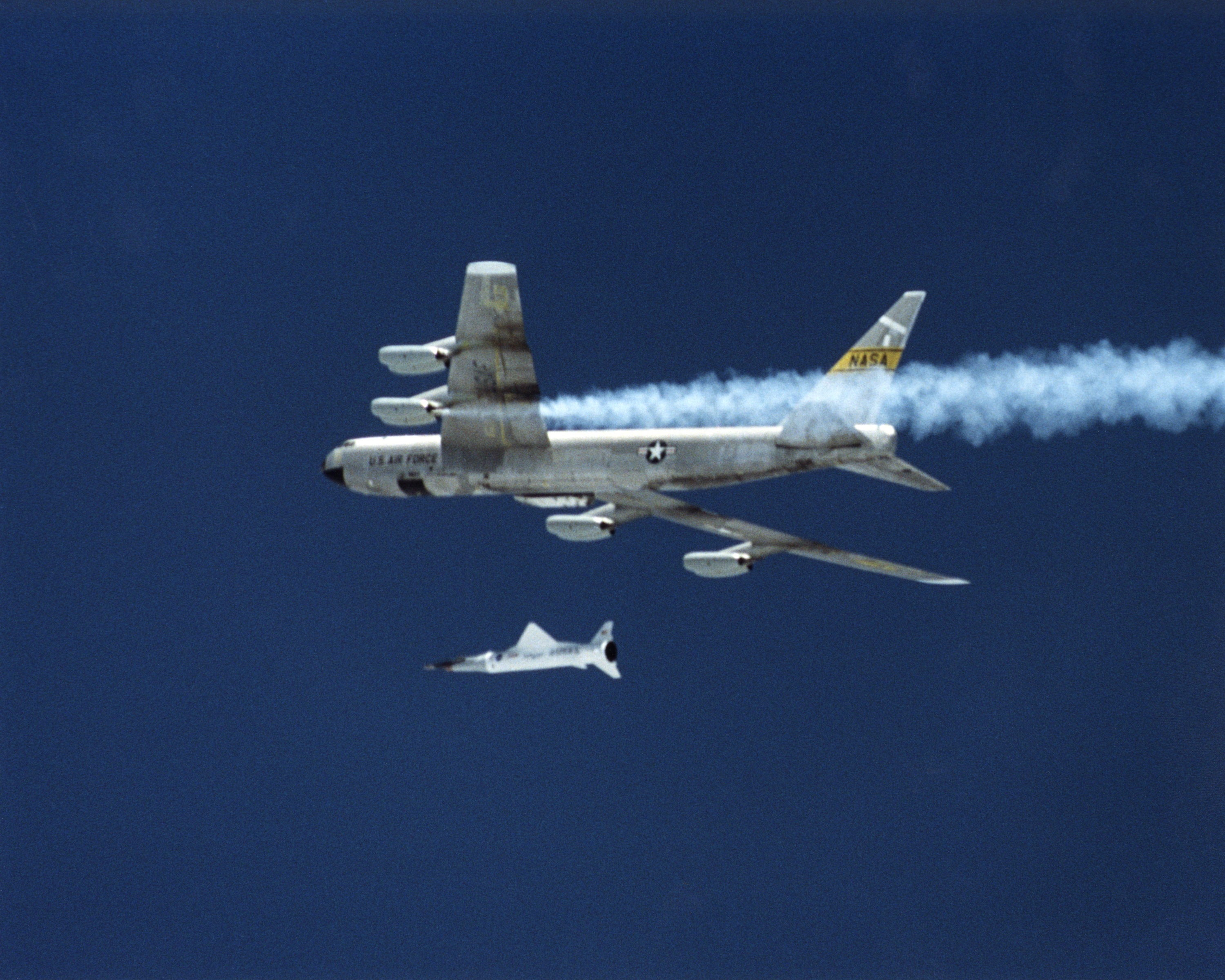
Largage d'un aéronef à statoréacteur depuis un avion porteur.

L'inconvénient majeur est que le statoréacteur ne peut fonctionner que lorsque le taux de compression de l'air admis dans le moteur devient suffisant, ce qui suppose une vitesse proche du mur du son. Il doit par conséquent être assisté d'un autre système de propulsion pour atteindre sa vitesse minimale de fonctionnement. Un autre moteur sur le même avion, qui deviendrait ensuite inutile pour le reste du vol, n'est pas une solution pratique, et on se tourne plutôt vers une solution de décollage assisté.
Une fois lancé cependant, le statoréacteur a les avantages liés au fait de ne comporter aucune pièce mécanique en mouvement. Par rapport à un turboréacteur, le moteur auquel on doit le comparer, il n'a ni compresseur ni turbine pour entrainer ce dernier, ce qui le rend plus léger, plus fiable, moins couteux, et le débarrasse de sources de frottements internes. À partir de Mach 3, le statoréacteur devient plus efficace que le turboréacteur, et entre Mach 3 et Mach 6 environ, le statoréacteur est le moteur le plus efficace, son rendement thermopropulsif peut atteindre près de 50 %. Par rapport à un moteur-fusée, son avantage principal est d'utiliser l'air comme comburant, ce qui réduit la masse d'ergol emportée, mais ne permet pas son fonctionnement dans le vide spatial. Les fusées intercontinentales à statoréacteur, propulsées au lancement par un premier étage fusée à liquide ou à poudre, peuvent atteindre une portée de 8 000 km à 15 000 m d'altitude.

### Superstatoréacteurs

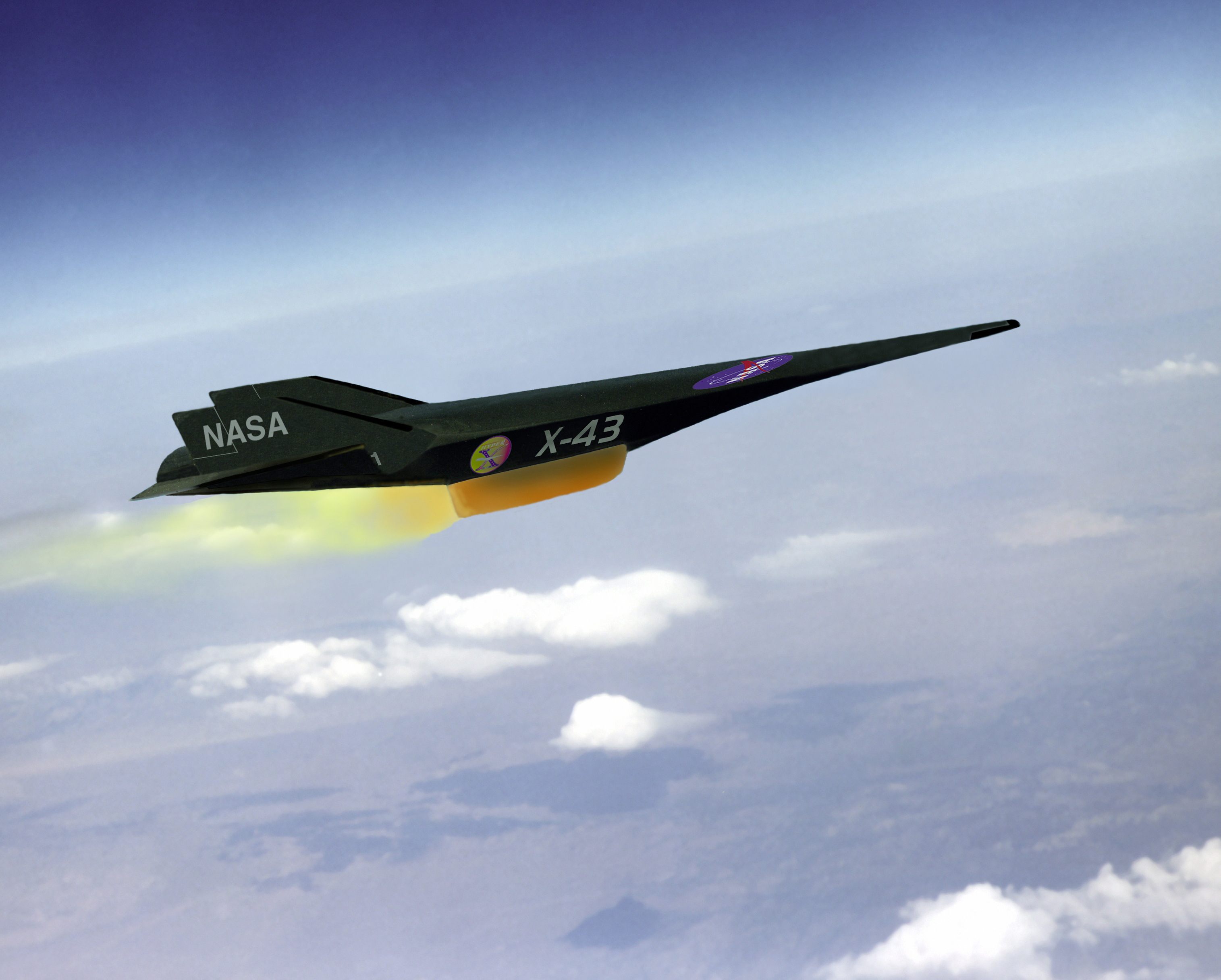
Vue d'artiste d'un NASA X-43 Scramjet à superstatoréacteur.

Le terme « statoréacteur » désigne usuellement le statoréacteur classique, ou statoréacteur à combustion subsonique. Dans ce type de statoréacteur, la vitesse de l'air dans la chambre de combustion est largement subsonique, de l'ordre de Mach 0,5.
Mais au-delà d'une certaine vitesse extérieure, l'abaissement de vitesse nécessaire devient trop important et l'efficacité du moteur décroît. Cette limite se situe entre Mach 5 et 6. Le problème est lié au temps de combustion du mélange air/carburant. Si la vitesse d'admission de l'air est trop grande, le carburant n'a pas le temps de brûler avant que le mélange ne sorte du réacteur, entraîné par le vent relatif dû au déplacement du réacteur. Il n'y a pas d'augmentation de la température, et donc de la pression, en sortie du réacteur, donc pas de propulsion.
Pour résoudre ce problème, la combustion doit s'effectuer en régime supersonique. On parle alors de statoréacteur à combustion supersonique, ou superstatoréacteur.

## Types de statoréacteurs

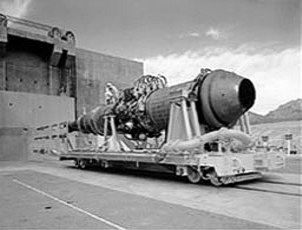
Le Tory-IIC, prototype de statoréacteur nucléaire.

Il existe un concept de statoréacteur pour la propulsion spatiale, le Collecteur Bussard, mais sa réalisation pratique est très hypothétique.

## Domaines d'application

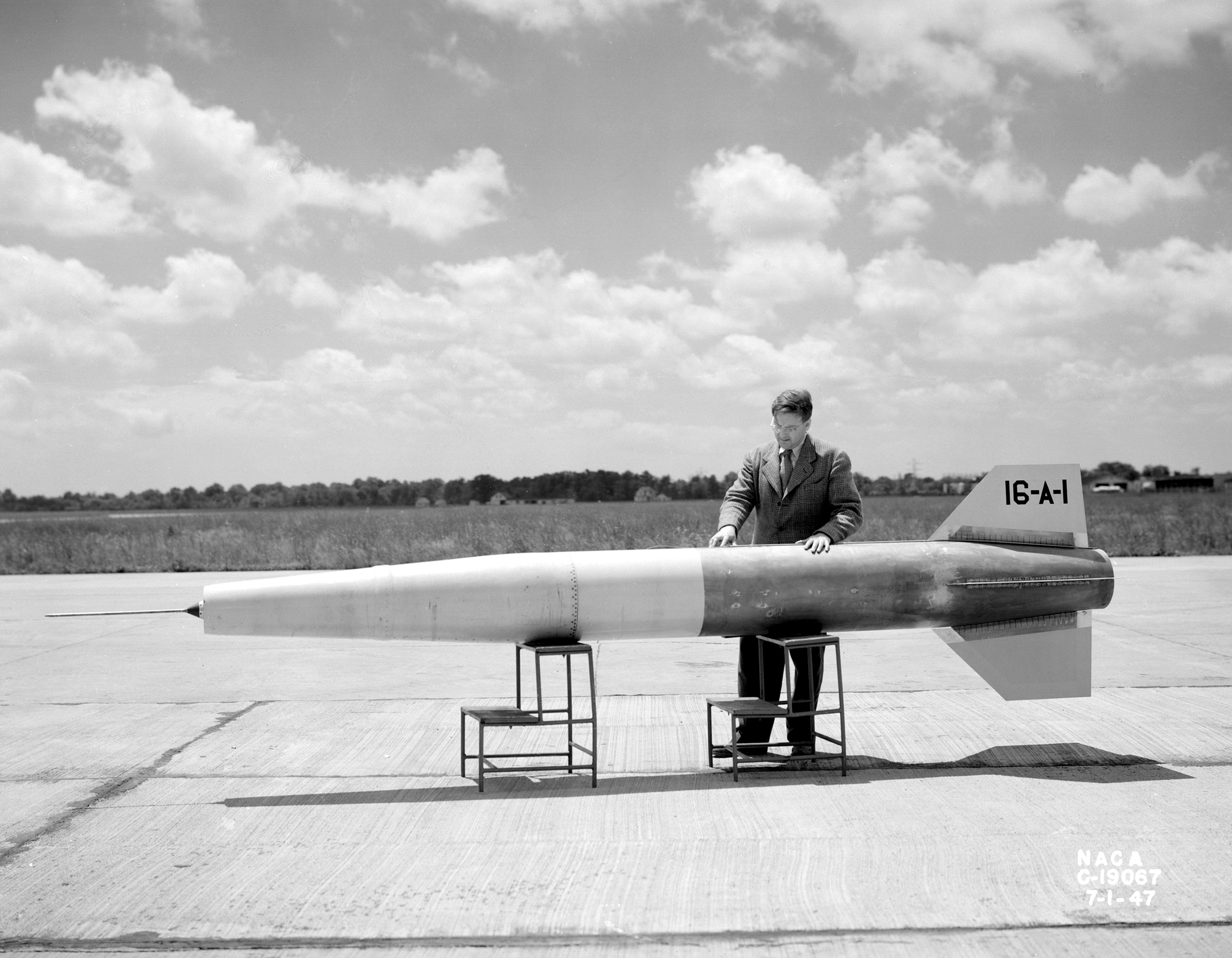
Les statoréacteurs sont particulièrement utilisés pour les missiles.

Les statoréacteurs sont actuellement exclusivement utilisés en aéronautique, notamment pour la propulsion de missiles. Ce type de moteur à réaction offre en effet aux missiles une portée bien supérieure, permettant la réalisation de missiles de croisière intercontinentaux mais également de missiles surface-air et air-air.
Les aéronefs à statoréacteurs ont connu leur âge d'or dans les années 1950, essentiellement dans le secteur militaire. C'est à cette époque que les premiers avions de reconnaissance supersoniques font leur apparition, à l'image du Lockheed SR-71 Blackbird. Les turboréacteurs n'étaient pas encore suffisamment puissants pour permettre aux avions d'atteindre des vitesses de l'ordre de Mach 3. Quelques décennies plus tard, ce seront les drones de reconnaissance qui profiteront d'une propulsion à statoréacteur.[réf. nécessaire]
Dans le futur, les statoréacteurs pourraient être utilisés dans le cadre d'une propulsion conjointe avec les turboréacteurs et moteurs fusées des navettes spatiales.[réf. nécessaire]